# Bathycalanus bradyi
Bathycalanus bradyi är en kräftdjursart som först beskrevs av Wolfenden 1905.  Bathycalanus bradyi ingår i släktet Bathycalanus och familjen Megacalanidae. Inga underarter finns listade i Catalogue of Life.